# Premachi Goshta
Premachi Goshta (Marati: प्रेमाची ची्ट, significado: historia de amor) es una película en lengua marati 2013 dirigida por Satish Rajwade. La película se estrenó el 1 de febrero de 2013. La película presenta a Atul Kulkarni y Sagarika Ghatge en papeles principales y Sulekha Talwalkar, Satish Rajwade y Rohini Hattangadi en papeles secundarios. La película marca el debut de la actriz Sagarika Ghatge en marati.
Un diálogo en la película sugiere que la historia podría inspirarse en A Midsummer Night's Dream, una obra de William Shakespeare.
La promoción de la primera mirada de la película se lanzó el 18 de diciembre de 2012 en un evento organizado en Citi Light Cinema, Mahim.

## Parcela
La historia de la película es de dos desconocidos, Ram (Atul Kulkarni) y Sonal (Sagarika Ghatge), que se reúnen en la oficina del consejero matrimonial, comienzan a hablar entre ellos y se conocen. Ram está en la oficina tratando de mantener su matrimonio con Ragini, quien es una aspirante a actriz. Ram cree que ella volvería con él. Mientras que Sonal ha perdido toda la fe en el matrimonio y está aquí para divorciarse de Samit. Ambos se encuentran nuevamente en una situación muy extraña. Sonal estaba tratando de conseguir un trabajo y acudir a la oficina de Ram sin saber que ella sería entrevistada por el propio Ram. Finalmente, Sonal consigue un trabajo como asociado de ram. Sonal desarrolla sentimientos por Ram. pero Ram, el hombre con valores, todavía espera que su esposa regrese. Después de leer la historia de Ram sobre Love, Sonal sugiere a Ram que debería contar su historia a los productores porque cualquiera se enamoraría después de leer su historia. Él hace eso y eventualmente recibe la oferta de un productor porque al productor le gusta mucho la historia. Justo cuando Ram estaba a punto de proponer a Sonal, su esposo entró en la imagen y Ram comienza a mantenerse alejado de Sonal. Al mismo tiempo, la esposa de Ram se da cuenta de que su error de dejar a Ram, regresa a su vida, pero Ram ahora está profundamente enamorado de Sonal. Ambos se enfrentan a una fase muy difícil, ya que se dan cuenta de que no pueden confesar su amor debido a su incomprensión mutua. Finalmente, la esposa de Ram se da cuenta de que Ram ya no está con ella y ama a Sonal, le dice a Ram que vaya a Sonal y le confiese sus sentimientos. Al mismo tiempo, Sonal se da cuenta de que su marido no sirve para nada y decide regresar a Ram. Después de tanto bullicio, ambos se reúnen nuevamente en la oficina y confiesan sus verdaderos sentimientos y aquí termina la historia de una simple pero hermosa historia de amor entre Ram y Sonal.

## Reparto
Atul Kulkarni, quien ha sido dos veces ganador del Premio Nacional de Cine al Mejor Actor de Reparto y ha interpretado varios papeles de personaje, se vería por primera vez en un papel romántico. Sagarika Ghatge, conocida por su papel de la jugadora de hockey Preeti Sabarwal en la película de Bollywood 2007 Chak De! India hace su debut en el cine marati a través de esta película. También la película marca el regreso del ganador del Premio BAFTA Rohini Hattangadi en el cine Marati después de una larga duración. La película está dirigida por Satish Rajwade, cuya película anterior Marathi Mumbai-Pune-Mumbai tuvo bastante éxito.
- Atul Kulkarni como Ram Subramanyam.
- Sagarika Ghatge como Sonal.
- Rohini Hattangadi como madre de Ram.
- Sulekha Talwalkar como Ragini.
- Meera Welankar
- Ajay Purkar como Samit.
- Satish Rajwade como Swaraj.

## Banda sonora
Las letras para la película son penned por Ashwini Shende y Vishwajeet Joshi con música y la puntuación de fondo compuesta por el dúo Avinash-Vishwajeet.
| Núm. | Título                       | Cantante(s)                                   | Longitud |
| ---- | ---------------------------- | --------------------------------------------- | -------- |
| 1    | Olya Sanjveli (Dúo)          | Bela Shende, Swapnil Bandodkar                | 5:19     |
| 2    | Olya Sanjveli (Desenchufado) | Ashish Sharma                                 | 4:32     |
| 3    | Haravto Sukhacha             | Bela Shende, Hrishikesh Ranade & Kailash Kher | 5:49     |

## Promoción y recepción
La película fue promovida por los actores principales de una manera única, organizando un festival de cometas el 14 de enero de 2013, el día de Makar Sankranti. Se volaron más de 1500 cometas, que tenían el nombre de la película. Aunque la película tiene un argumento cliché de amor, la película ha sido apreciada por presentar "amor más allá de la relación".